# 成都畫院

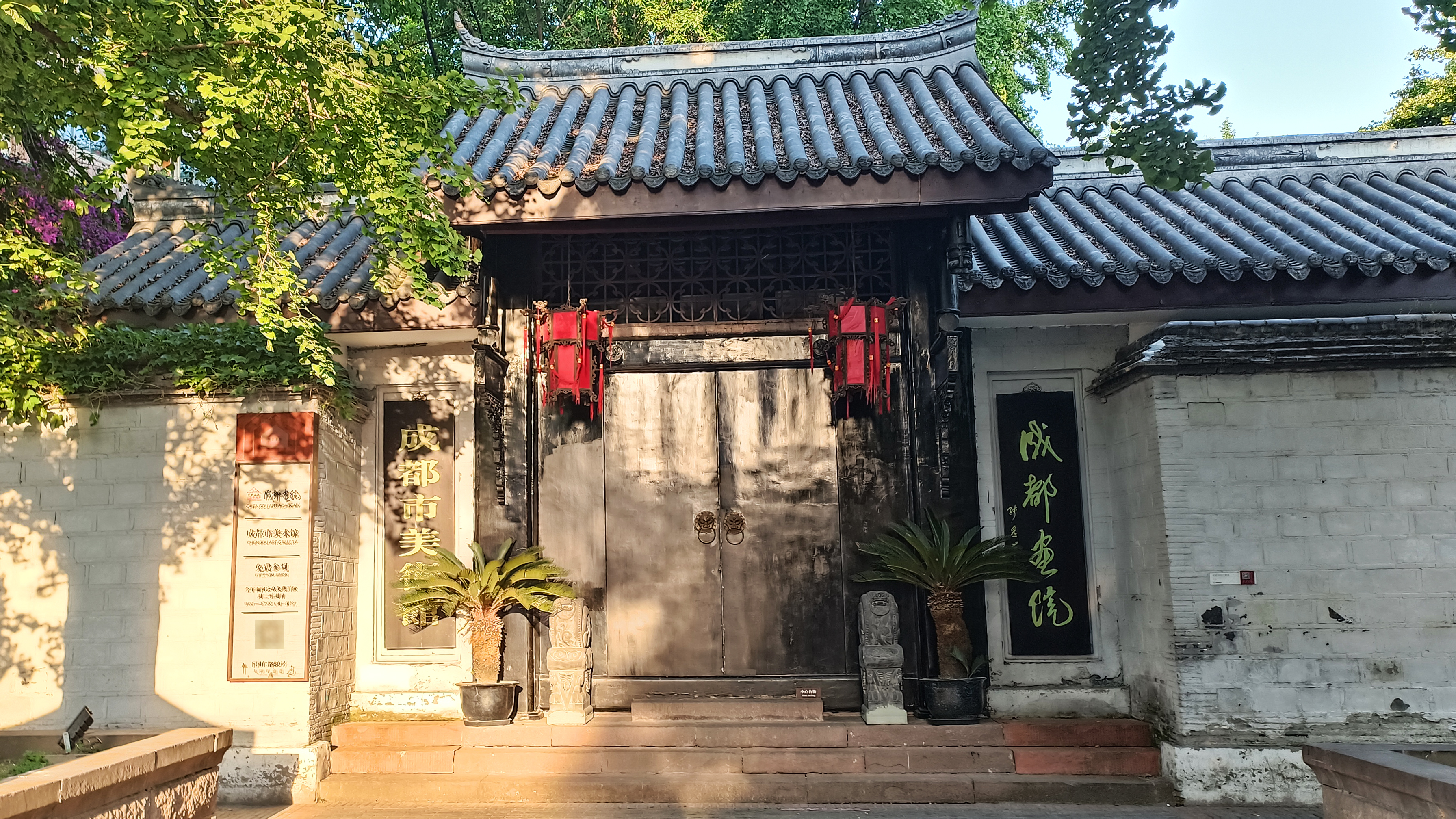
成都画院

成都画院是中国四川省成都的一座公立画院，成立于1980年6月5日，是四川省最早的现代公立画院。2010年加挂牌子成都市美术馆。成都画院建筑为典型的川西传统民居风格，现为四川省文物保护单位。